# Chassé, Sarthe
Chassé là một xã thuộc tỉnh Sarthe trong vùng Pays-de-la-Loire tây bắc nước Pháp. Xã này có diện tích 7,3 km2, dân số năm 2006 là 174 người.